# Đ
Đ (gemenform: đ) är en latinsk bokstav som bildats från ett D med ett horisontellt streck genom sig. Den är bildad på ett liknande sätt som ð men med den skillnaden att ð bildats från en medeltida rundad variant av bokstaven d. I gemenform går strecket för det mesta genom bokstavens överhäng men det finns också exempel där den går mitt genom ansvällningen, det vill säga genom den tjockaste delen av bokstavens "kropp".
Då đ av tekniska skäl inte finns tillgänglig kan den ersättas med ð (som finns i ISO 8859-1 tack vare användningen i isländska). På motsvarande sätt kunde ð ersättas med đ i äldre texter skrivna på skrivmaskin genom att skrivmaskinen backades och ett bindestreck skrevs ovan på d:et. Dessa ersättningar är inte riktigt korrekta men görs i nödfall, ungefär som att blanda ã och ä.
Bokstaven används i samiska, kroatiska, bosniska och vietnamesiska samt i serbiskans latinska alfabet.

## Uttal
- I nordsamiska som /ð/ en tonande dental frikativa.
- I kroatiska och Bosniska som /ʥ/, en tonande alveolopalatal affrikata (som ett d-ljud som övergår i ett tonande tj-ljud).
- I vietnamesiska som /ɗ/, en tonande alveolar implosiv.

## Datorer
Đ och đ stöds av Unicode, liksom alla tecken som används i existerande språk. Đ har där koden 110(hex) dvs nr 272 decimalt, och đ har koden 111(hex) dvs nr 273 decimalt. Tecknet kan fås fram med särskild programvara, till exempel "Teckenuppsättning" i Windows, som finns i Start-Program-Tillbehör-Systemverktyg. Även Microsoft Word har en liknande funktion, meny Infoga-Symbol.
Med Finländsk mångspråkig tangentbordsuppsättning kan man skriva Đ med (AltGr + §) + D eller (AltGr + l) + D.
I Windows kan man välja tangentbordsinställningen "svenska med samiska". Då finns Đ och đ som AltGr+skift+D och AltGr+D.
I unixliknande system (GNU/Linux m.fl.) kan man ofta få fram đ med <compose> + "-" + "d" (..."D" för versalen), alltså med tre tangenttryck efter varandra. På PC-tangentbord saknas i allmänhet compose-tangenten, men man kan ändra funktionen på någon annan, t.ex. ena Windowstangenten, till compose.
Đ och đ finns inte i teckenuppsättningen Latin-1 ("västeuropeiskt") och kan inte lagras i textfiler eller HTML-filer som använder denna kodning, utan man måste lagra filen i Unicode eller Latin-2.
Đ och đ finns i teckenuppsättningen Latin-2 ("centraleuropeiskt"), som stöder de flesta språk i Centraleuropa med latinskt alfabet, inklusive kroatiska. Däremot behöver samiska och vietnamesiska egna teckenuppsättningar om inte Unicode används eftersom andra tecken de behöver inte stöds av Latin-2.